# Friherre

Rangkrona för en svensk friherre/friherrinna

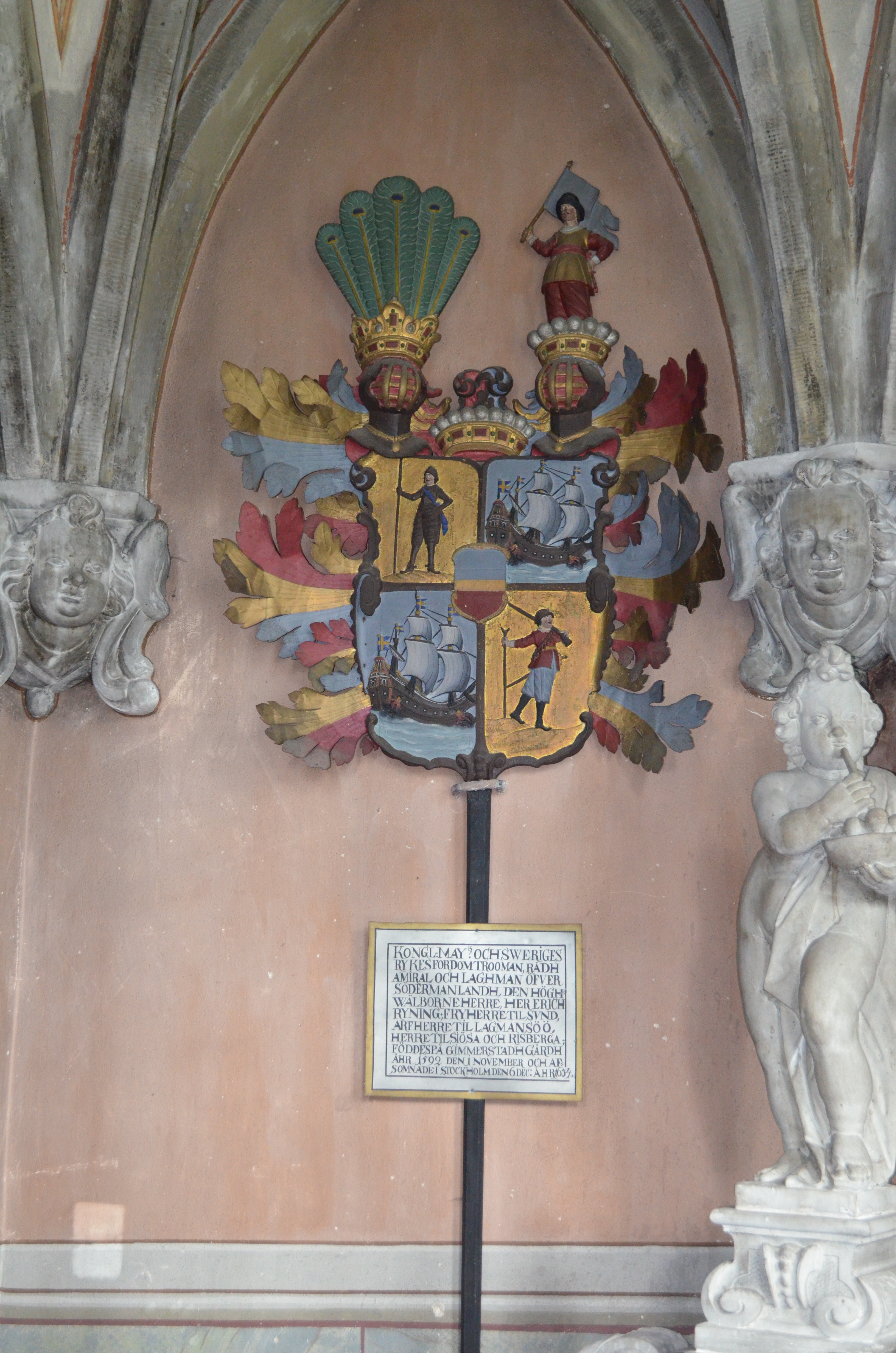
Friherre Erik Rynings (nr 15) (1592–1654) huvudbaner i Vadsbro kyrka, Södermanland

Friherre (av tyska: Freiherr) är en adlig titel som också benämns friherrlig värdighet. Benämningen uppkom på 1000-talet inom det Tysk-romerska rikets feodalväsende och betecknade då en läntagare, ein freier Herr (svenska 'en fri herre') direkt lydande under kejsaren. Närmaste internationella motsvarighet, utanför det tysktalande området, är baron.

## Sverige
I Sverige är friherrlig värdighet den näst högsta adliga värdigheten efter greve (båda högadel) men i rang före obetitlad adel. Titeln infördes vid Erik XIV:s kröning 1561, då nio personer upphöjdes till friherrlig värdighet: Sten Eriksson Leijonhufvud till Gräfsnäs, Gustav Olofsson Stenbock till Torpa, Gabriel Krister Oxenstierna till Mörby, Birger Nilsson Grip till Winäs, Lars Ivarsson Fleming till Nynäs, Karl Holgersson Gera till Björkvik och Jöran Holgersson Gera till Ållonö, Klas Kristersson Horn till Åminne och Erik Gustafsson Stenbock till Öresten.
Under åren 1625–1886 introducerades 406 friherrliga ätter (Oscar Dickson upphöjdes 1885 till friherrlig värdighet av Oscar II). År 1991 fortlevde 124 av dessa, varav nio är utgångna på svärdslinjen. Friherrar har rätt till titeln högvälborne, såsom Högvälborne Herr Friherre Lilliehöök.[källa behövs]
I Sverige tituleras en friherre muntligt som "baron", men hans hustru alltid "friherrinna". Baron är en titel som egentligen saknas i Sverige, eftersom den bara används i talspråk. Trots detta existerar ett svenskt baroni: Baroniet Adelswärd på huvudgården Adelsnäs i Östergötland.
Drottning Kristina dubbade under sin 10-åriga regeringstid omkring 50 personer till friherrar.